# Eupithecia fastuosa
Eupitecia fastuosa es una especie de polilla de la familia Geometridae. La especie fue descrita por primera vez por Claude Herbulot en 1994 y con localidad tipo en Bolivia, donde se han encontrado algunos ejemplares en altitudes de 3300 metros (10 826,8 pies) sobre el nivel del mar.